# Creature selvagge

Creature selvagge (Fierce Creatures) è una commedia farsesca del 1997. Pur non essendo letteralmente un sequel, Fierce Creatures è considerato un successore spirituale del film del 1988 Un pesce di nome Wanda. Entrambi i film hanno come protagonisti John Cleese, Jamie Lee Curtis, Kevin Kline e Michael Palin. Creature selvagge è stato scritto da John Cleese e diretto da Robert Young e Fred Schepisi. Il film è dedicato a Gerald Durrell e Peter Cook. Alcune scene sono state girate allo zoo di Jersey, un parco zoologico fondato da Durrell.

## Trama
Willa Weston arriva ad Atlanta per assumere una posizione di alto livello in un'azienda recentemente acquisita dal proprietario di Octopus Inc., Rod McCain. Quando lui le comunica di aver già venduto l'azienda, Willa accetta di gestire un'altra recente acquisizione, il Marwood Zoo. Il suo compito è creare un modello di business che possa essere applicato a più zoo in futuro. Vincent, il figlio di Rod McCain, che è attratto da Willa, annuncia che si unirà a lei allo zoo. Il nuovo direttore dello zoo è un ex ufficiale della Hong Kong Police Force e ex impiegato della Octopus Television, Rollo Lee. Per raggiungere l'obiettivo di guadagno del 20% stabilito da Octopus per tutti gli asset, istituisce il tema degli "animali feroci". Convinto che gli animali pericolosi e violenti attireranno più visitatori, decide che tutti gli animali che non soddisfano tali requisiti devono essere eliminati.
Tutti i custodi degli animali, incluso Bugsy, il responsabile dei ragni, cercano di far cambiare idea a Rollo. Un tentativo consiste nel farlo uccidere alcuni degli animali più carini di persona, ma Rollo comprende il loro scherzo e finge l'eliminazione degli animali. Li nasconde nella sua camera da letto, il che porta Willa e Vincent a credere che stia facendo un'orgia con il personale femminile. Rollo scopre che alcuni membri dello staff stanno simulando lesioni da attacchi animali. Spara alcuni colpi di avvertimento contro i responsabili e Reggie interviene, credendo che qualcuno sia stato ferito. Rollo trova poi una visitatrice che ha avuto un vero incidente ma, non credendo sia reale, assaggia il suo sangue proclamando ad alta voce che è finto. Willa e Vincent, vedendo questo disastro, retrocedono Rollo a una posizione di medio livello. Vincent lo minaccia addirittura di licenziarlo se non cessa le sue apparenti attività con il personale femminile.
Vincent copre lo zoo e gli animali di pubblicità dopo aver trovato sponsor, veste il personale con abiti ridicoli e inserisce un panda artificiale in uno dei recinti. I suoi tentativi di sedurre Willa falliscono, mentre lei inizia a godersi il lavoro allo zoo dopo aver instaurato un legame con un gorilla silverback. Willa si sente attratta da Rollo, affascinata dalla sua apparente capacità di attirare più donne. Quando Rollo cerca di discutere del piano di marketing di Vincent, lei gli propone una cena, ma poi la rimanda ricordando che Rod sta arrivando da Atlanta per discutere della gestione dello zoo.
Preoccupati che la visita possa far parte di un piano per chiudere lo zoo, Rollo e i custodi mettono sotto controllo la stanza d'albergo di Rod per scoprirlo. Sebbene il piano vada storto, scoprono che vuole venderlo a investitori giapponesi che lo trasformeranno in un campo da golf. Inoltre, ha intenzione di farsi congelare criogenicamente ogni volta che si ammalerà, affinché Vincent non erediti nulla. Scoprendo che Vincent ha rubato il denaro ottenuto dagli sponsor, Willa lo avverte di restituirlo, altrimenti lo dirà a Rod. Mentre Rollo cerca di capire come rintracciare il furto, lui e Willa finalmente si baciano, proprio mentre Vincent arriva per restituire il denaro. Ne segue un confronto in cui Willa, Rollo, Bugsy e altri tentano di impedire a Vincent di scappare con il denaro.
Rod arriva proprio mentre Vincent, che sta brandendo una pistola, viene immobilizzato e annuncia che la polizia è in arrivo per arrestarlo per furto. Vincent tenta, senza successo, di sparare a suo padre, ma poi Bugsy prende la pistola e per errore spara a Rod tra gli occhi. Nel panico che segue, emerge un piano per ingannare Neville, socio in affari di Rod, e la polizia in arrivo. I custodi lavorano insieme per travestire Vincent da Rod, poiché è in grado di imitare bene l'accento del padre. Quando arrivano, Vincent (come Rod) dice loro di aver riscritto il testamento, specificando che lo zoo diventerà un fondo per i custodi mentre Vincent erediterà tutto il resto, e chiede a tutti loro di essere testimoni.
Dopo aver firmato il nuovo testamento, Vincent si chiude in una capanna dei custodi dove simulano il suicidio di Rod. Sebbene Neville sospetti qualcosa, rimane sbalordito quando trova il cadavere del suo capo nella capanna. Liberi, i custodi distruggono le prove della proprietà di McCain. Vincent diventa il nuovo CEO di Octopus, mentre Willa e Rollo iniziano felicemente una nuova vita insieme continuando a gestire lo zoo.